# Grenzbearbeitung
Grenzbearbeitung ist ein Begriff in der Sozialen Arbeit, der Erziehungswissenschaft und der Forschung zu Sozialen Bewegungen, der insbesondere von Susanne Maurer und Fabian Kessl geprägt wurde. Grenzbearbeitung wird dabei als „Denkfigur“ und „Reflexions-Werkzeug“ beschrieben und bezieht sich auf erkenntnistheoretische Überlegungen und analytische Perspektiven ebenso wie auf gesellschaftliche Macht- und Herrschaftsverhältnisse. Zum Einsatz kommt die Denkfigur nicht nur im Kontext von Wissenschaft und Forschung, sondern auch in der Reflexion professioneller sozialer und pädagogischer Praxis. Kessl & Maurer formulierten erstmals 2005 im „Handbuch Sozialraum“ (Springer VS) ihren Vorschlag, Soziale Arbeit systematisch als Grenzbearbeitung zu fassen. Mit dem Denken der Grenzbearbeitung ist ein spezifisches reflexives Anliegen in „kritisch-utopischer Absicht“ verbunden: Unterschiedliche Grenzen und Grenzziehungen sollen zum einen hinsichtlich ihrer gesellschaftlichen Voraussetzungen und Machtwirkungen rekonstruiert werden; zum anderen richtet sich die Aufmerksamkeit auch auf die konkrete Praxis, die mit Bezug auf existierende und erfahrene Grenzen und Grenzziehungen zu beobachten sind (Praxis der Grenzbearbeitung). Die Denkfigur lässt sich gesellschaftspolitisch ausbuchstabieren (Sozialpolitik, Soziale Bewegungen); sie kann auf das Feld der Forschung und Theoriebildung bezogen werden (z. B. in der Erziehungswissenschaft) und auf das Feld professioneller Praxis (z. B. in der Sozialen Arbeit).

## Hintergrund
Gegenwartsgesellschaften sind vielfach von Grenzen geprägt: Grenzen des Eigentums (Privatbesitz), Grenzen der Zugehörigkeit (Staatsangehörigkeit) und Grenzen der Reproduktion (ökologische und ökonomische Lebensbedingungen). Das Denken der Grenzbearbeitung verweist auf die Tatsache, dass diese Grenzen gesellschaftlich hergestellt werden, gesellschaftliche Verhältnisse zum Ausdruck bringen und bestimmte Funktionen erfüllen. Gesellschaftliche Instanzen sind in unterschiedlicher Art und Weise für die Sicherung von bestehenden Grenzen, deren Verteidigung, Kontrolle und Überwachung, zuständig: Dazu gehören z. B. Militär, Polizei, staatliche Behörden, Finanzagenturen, Gesundheitseinrichtungen und pädagogische Institutionen.
Grenzen können daher nicht einfach als gegeben angenommen werden. Sie sind immer auch umstritten, werden in Frage gestellt und unterliegen historischen Veränderungsprozessen. Die Perspektive der Grenzbearbeitung setzt genau an dieser Stelle an, denn sie nimmt in den Blick, was in Bezug auf Grenzen geschieht – und geschehen kann (verweist also auch auf ‚andere Möglichkeiten‘ der Grenzbearbeitung).
Maßgeblich hierfür ist ein relationaler Begriff von Grenze – diese wird im Anschluss an Georg Simmel nicht einfach als „eine räumliche Tatsache mit soziologischen Wirkungen, sondern eine soziologische Tatsache, die sich räumlich formt“ betrachtet. Grenzen können demnach als „räumliche Formate des Ausdrucks politischer Macht- und Herrschaftsverhältnisse“ verstanden werden. Sie stehen für Ein- und Ausschließungen, aber auch für Verbindungen und Wechselwirkungen.

## Grenzbearbeitung als komplexes Verfahren
Die Figur der Grenzbearbeitung bezieht sich auf verschiedene „Momente des Vorgehens“, die allerdings nicht als linearer Prozess, sondern als andauernde zirkuläre Bewegung gedacht werden. Diese „Momente“ symbolisieren auch das Ineinandergreifen von „Analyse, Kritik und Praxis“. Sie werden – mit Bezug auf Soziale Arbeit – wie folgt beschrieben:
Kennzeichnen und markieren
Mit diesem Verfahrenselement werden Grenzen, Grenzziehungen und Grenzpraktiken im Kontext der (Re-)Produktion gesellschaftlicher Macht- und Herrschaftsverhältnisse in einer bestimmten historischen Situation wahrgenommen und verdeutlicht. Zugleich geht es im Sinne einer kritischen Selbstreflexion um die Markierung eigener Grenzen der Wahrnehmung. Dies verbindet sich mit der Frage, welche Grenzen warum und unter welchen Vorzeichen sichtbar gemacht und welche zugleich verdeckt oder ausgeblendet werden.
Im Kontext Sozialer Arbeit lassen sich die genannten Aspekte von Seiten der Fachkräfte wie auch von Seiten der Nutzern und Nicht-Nutzern Sozialer Arbeit bestimmen. Betrachtet werden aber auch die übergreifenden Zusammenhänge, in denen administrative wie personenbezogene Praxis stattfindet, sowie die unterschiedlichen gesellschaftlichen Dynamiken, die die Wohlfahrtsregimes jeweils ausmachen.
Kritik der Verhältnisse
Dieses Verfahrenselement bezieht sich auf unterschiedliche Dimensionen gesellschaftlicher Verhältnisse und betrachtet diese zugleich in ihrem Verhältnis zueinander: so etwa im Hinblick auf strukturell angelegte Konflikte (bedingt z. B. durch eine spezifische gesellschaftliche Arbeitsteilung oder Verhältnisse sozialer Ungleichheit auf der Makroebene), die auf der Mikroebene individueller Lebensführung spürbar werden und dann von da aus für die Mesoebene institutioneller Bearbeitung relevant werden.
Wie gesellschaftliche Verhältnisse von den Individuen – hier: den Fachkräften und Adressaten Sozialer Arbeit – subjektiv erlebt werden, kann dazu herausfordern, die damit verbundenen Erfahrungen von Grenzen und Begrenztheit auch in gesellschaftskritischer Perspektive zu problematisieren.
Versuche/Praktiken der Transformation und der Subversion
Dieses Element verweist auf die konkreten Versuche der Veränderung bzw. auf Aspekte des Widerständigen in der alltäglichen Praxis als Grenzbearbeitung. Es geht an dieser Stelle also um die Modi des veränderten/verändernden Umgangs mit Grenzen, auch um die Art und Weise, „wie Grenzen ‚genutzt‘ bzw. subversiv ‚umgenutzt‘ werden.“

## Unterschiedliche Bezüge

### Soziale Arbeit
Soziale Arbeit als „wohlfahrtsstaatliche Instanz“ ist durch verschiedene Aufträge, Rollen und Funktionen bestimmt, die miteinander in Spannung stehen. In ihrer gesellschaftlichen Funktion ist Soziale Arbeit an Prozessen der Ordnung und Normalisierung, der Disziplinierung und Kontrolle beteiligt, die auf vorherrschende Grenzziehungen und -stabilisierungen verweisen, und arbeitet an diesen auch konkret mit. Gleichzeitig ist sie ihren Adressaten verpflichtet (z. B. in einem professionellen Selbstverständnis von Parteilichkeit, Solidarität, Empowerment) und arbeitet an der Verbesserung von Lebenssituationen, an der Erweiterung von Handlungsoptionen, an der gerechteren Verteilung von Ressourcen, Teilhabe und Zugängen, und damit an potenziellen Grenzverschiebungen und -öffnungen. Damit ist die konflikthafte, dilemmatische und widersprüchliche Position Sozialer Arbeit in modernen Wohlfahrtsstaaten markiert, die auf eine spezifische Spannung von „Begrenzung“ und „Ermöglichung“ verweist. Der ambivalente Charakter Sozialer Arbeit kann somit selbst als Grenze gefasst werden – eine Grenze, die permanent herausfordert und Tag für Tag gestaltet werden muss. Insofern kann Soziale Arbeit auch systematisch als Praxis der Grenzbearbeitung gefasst werden, wobei zugleich die historisch und gesellschaftlich spezifischen Grenzverhältnisse, in die Soziale Arbeit jeweils eingebunden ist, reflektiert werden müssen.

### Erziehungswissenschaft
Im Kontext der Erziehungswissenschaft wie ihrer Teildisziplinen sind Debatten um Grenzen und Entgrenzungen – sowohl mit Blick auf historische Entwicklungen als auch in Bezug auf Gegenwartsdiagnosen – stets von Bedeutung, auch wenn entsprechende Verhandlungen nicht immer explizit den Begriff der Grenze fokussieren. So zeigen sich in einer historischen Rekonstruktion erziehungswissenschaftlicher Diskurse – etwa mit Bezug auf Siegfried Bernfeld und Klaus Mollenhauer – drei Grenz-Perspektiven, die 1. Grenzen bzw. Begrenzungen in und durch gesellschaftliche Verhältnisse, 2. Grenzen des pädagogischen Handelns sowie 3. anthropologische Grenzen im Zusammenhang mit Bildung und Erziehung markieren und reflektieren. Wenn Pädagogik die Aufgabe der Gestaltung zukunftsoffener Situationen zur Bewältigung unterschiedlicher sozialer, biographischer und generationaler Anforderungen zukommt, so verbindet sich damit die Bearbeitung komplexer Grenzen. Die Denkfigur der Grenzbearbeitung kann Potentiale für die Erziehungswissenschaft und professionelles pädagogisches Handeln entfalten, indem gesellschaftlich-soziale Grenzverhältnisse, institutionelle Ordnungen, erziehungswissenschaftliche Erkenntnisproduktionen und pädagogische Praxis einer kritischen und zukunftsoffenen Reflexion unterzogen werden.

### Soziale Bewegungen
Soziale Bewegungen artikulieren Protest gegen wahrgenommene und erfahrene Einschränkungen und Zumutungen. Sie kritisieren und problematisieren gegenwärtige Zustände, zielen auf (meist) weitreichende Veränderungen und formulieren (utopische) Visionen eines „besseren Lebens in Gesellschaft“. Soziale Arbeit kann in ihren historischen Entstehungsbedingungen und gegenwärtigen Prozessen mit Sozialen Bewegungen in einen – wenn auch widersprüchlichen – Zusammenhang gebracht werden. Das zeigt sich, wenn es um eine politisch verstandene Gemeinwesenarbeit, um Kampagnen der Heimkritik oder auch diskriminierungskritische und -sensible Perspektiven geht, wie sie etwa von feministischen Bewegungen, der Rassismuskritik oder auch den Selbsthilfe-Bewegungen von Betroffenen eingebracht und eingefordert werden. Das Denken der Grenzbearbeitung bietet die Möglichkeit, diese 'Bewegungen der Kritik', die in die Soziale Arbeit wie auch außerhalb der Sozialen Arbeit (hinein-)wirken, in den Blick zu nehmen. Mit der Denkfigur der Grenzbearbeitung und unter Bezugnahme auf die Machtanalytik Michel Foucaults lassen sich Praktiken der Kritik (in und durch Soziale Bewegungen) als Teil eines beweglichen Netzes Machtbeziehungen oder auch eines Kräftefeldes reflektieren. 'Kritik' wird damit als eine 'Bewegung' gefasst, die ebenfalls an verschiedene Grenzen stoßen kann und sich – diese Grenzen bearbeitend – immer wieder neu ausrichten muss. Die Figur der Grenzbearbeitung kann also eine Perspektive auf gesellschaftliche Verhältnisse und die „widerspenstigen Kräfte“ darin bieten – so auch auf Soziale Bewegungen.

## Theoretische Bezüge und (erkenntnis)politische Positionierung
Die Perspektive der Grenzbearbeitung schließt an verschiedene Denktraditionen an und weist auch unterschiedliche theoretische Bezüge auf. (Dazu gehören Perspektiven einer Kritischen Erziehungswissenschaft, aber auch poststrukturalistische Einflüsse sowie Beiträge aus der feministischen Erkenntniskritik.) Von besonderer Bedeutung sind die machtanalytischen und gouvernementalitätsanalytischen Betrachtungen bei Michel Foucault. Macht wird in diesem Zusammenhang als produktiv verstanden, als eine Kraft, die begrenzend und ermöglichend zugleich wirkt. Vor diesem Hintergrund können Herrschaft und Widerstand als Ausprägungen desselben Machtgefüges verstanden werden. Soziale Arbeit, die sich bewusst als Grenzbearbeitung versteht, nimmt dieses Machtgefüge, und damit verbundene Herrschaftsverhältnisse, kritisch in den Blick. Sie fragt danach, wie es Adressaten und Fachkräften gelingen kann, „nicht dermaßen regiert zu werden“ und versucht, die Regierungsmechanismen Sozialer Arbeit nicht nur zu analysieren, sondern auch zu anderen Möglichkeiten hin zu öffnen.

## Konkretisierungen
Die Figur der Grenzbearbeitung wurde im Hinblick auf verschiedene Kontexte praktischen Handelns aufgegriffen und konkretisiert. Reflektiert wurden damit z. B. Grenzregime bezogen auf Migration und Flucht im Anschluss an den Ansatz der „Autonomie der Migration“, aber auch die professionelle soziale und pädagogische Praxis in der Jugendberufshilfe oder in pädagogischen Organisationen im Feld der Jugendhilfe. Unterschiedliche „Modi der Grenzbearbeitung“ wurden in Bezug auf das Kooperationsgeschehen zwischen unterschiedlichen Systemen und Professionsgruppen rekonstruiert, und in Studien zu Sozialen Bewegungen wurde insbesondere auch das kritisch-utopische Moment von Grenzbearbeitung markiert. Die Figur der Grenzbearbeitung wird im Hinblick auf Bildungsprozesse sowie auf heteronormativitätskritische und intersektionale Perspektiven hin ausgeleuchtet. Nicht zuletzt kommt sie zum Einsatz, wenn es um spezifische Kipp-Punkte im Kontext sozialer und pädagogischer Arbeit geht.